# دومينيكو فرانسيا
دومينيكو فرانسيا (بالألمانية: Domenico Francia)‏ هو مهندس معماري ورسام نمساوي، ولد في عام 1702 في بولونيا في إيطاليا، وتوفي بنفس المكان في عام 1758.